# 阿列克谢·克利莫夫
阿列克谢·瓦西利耶维奇·克利莫夫（俄语：Алексей Васильевич Климов，1975年8月27日—）生于托木斯克州托木斯克，是一名俄罗斯男子射击运动员，主攻25米标准手枪、25米快射手枪和25米中火手枪。他曾在军队服役，1993年退伍后加入俄罗斯国家射击队。他的运动生涯前期表现并不突出，直至2006年在射击世界杯当中打破世界纪录后，他开始在国际比赛中有更多突出表现。他原本有一个妻子，然而两人后来已离婚。他的女儿在约2014年时出生。